# Kurt Otto Friedrichs
Kurt Otto Friedrichs (Quiel, 28 de setembro de 1901 — New Rochelle, 31 de dezembro de 1982) foi um matemático alemão naturalizado estadunidense. Seu trabalho principal foi concentrado na área de equações diferenciais da física matemática.
Friedrichs doutorou-se sob orientação de Richard Courant na Universidade de Göttingen com a tese Die Randwert- und Eigenwertprobleme aus der Theorie der elastischen Platten. 
Emigrou em 1937 para os Estados Unidos, onde foi professor na Universidade de Nova Iorque, lá fundando com Courant o Instituto Courant de Ciências Matemáticas.
Peter Lax foi seu orientado.

## Matemática
A maior contribuição de Friedrichs para a matemática aplicada foi seu trabalho em equações diferenciais parciais. Ele também fez pesquisas importantes e escreveu muitos livros e artigos sobre teoria da existência, métodos numéricos, operadores diferenciais no espaço de Hilbert, flambagem não linear de placas, fluxos por asas, ondas solitárias, ondas de choque, combustão, ondas de choque dinâmicas de fluido magnético, fluxos relativísticos, teoria quântica de campos, perturbação do espectro contínuo, teoria de espalhamento e equações hiperbólicas simétricas. Com  Cartan, Friedrichs deu uma formulação "geometrizada" da teoria da gravitação newtoniana - também conhecida como "teoria Newton-Cartan" - e posteriormente desenvolvida por Dautcourt, Dixon, Dombrowski e Horneffer, Ehlers, Havas, Künzle, Lottermoser, Trautmann e outros.

## Obras
- Lectures on advanced ordinary differential equations. New York University, 1967
- Mathematical aspects of the quantum theory of fields. 1953
- Mathematical methods of electromagnetic theory
- Perturbation of spectra in Hilbert space. 1965
- Special topics in fluid dynamics. 1967
- Spectral theory of operators in Hilbert space. 1961
- R. Courant, K. Friedrichs: Supersonic flow and shock waves. 1948
- From Pythagoras to Einstein
- R. Courant, K. Friedrichs, H. Lewy: Über die partiellen Differenzengleichungen der mathematischen Physik in: Math. Ann. 100:32-74, 1928